# Grünsteingürtel
Grünsteingürtel (engl. greenstone belts im Deutschen seltener auch Grünstein-Granit-Gürtel genannt) sind Zonen unterschiedlich metamorpher mafischer bis ultramafischer vulkanischer Abfolgen, die zusammen mit Sedimentgesteinen in archaischen und proterozoischen Kratonen zwischen Granit- und Gneis-Komplexen auftreten.
Der Name ist von der grünlichen Farbe der Gesteine abgeleitet, die durch die darin enthaltenen Grünschiefer- oder Amphibolit-faziellen metamorphen Minerale hervorgerufen wird. Typische Vertreter dieser Minerale sind Chlorite, Aktinolithe und grüne Amphibole. Außerdem typisch für Grünsteingürtel sind sogenannte TTG-Komplexe eine bestimmte Vergemeinschaftung an Gesteinen.

## Überblick
Ein Grünsteingürtel ist normalerweise einige Dutzend bis mehrere tausend Kilometer lang und wird als zusammenhängende stratigraphische Gruppe betrachtet – zumindest in kontinentalem Maßstab –, obwohl er aus einer großen Anzahl sehr verschiedener Gesteinseinheiten bestehen kann. Aufgrund dieser Gesteinsvielfalt bildet ein Grünsteingürtel eine tektonische Leitlinie in ansonsten sehr ausgedehnten und homogenen Graniten der archaischen und proterozoischen Gebiete. Aus demselben Grund bietet er viele Informationen über tektonische und metamorphe Ereignisse wie auch über Deformationsgeschichte und Paläogeographie als die ihn umgebenden Gneis- und Granitareale.
Grünsteingürtel bestehen in der Mehrheit aus schwach metamorph umgewandelten vulkanischen Gesteinen wie Basalten (Diabas) und Sedimentgesteinen, sie sind im Wesentlichen metamorphe vulkanische Gürtel. Daher bieten sie ein lohnendes Forschungsgebiet für das Studium der geologischen Geschichte des Archaikums.

## Aufbau und Bildung
Grünsteingürtel sind vor allem aus heute metamorphen vulkanischen Gesteinen aufgebaut, am häufigsten aus Basalt, Sedimentgesteine bilden nur kleinere Einschaltungen darin. Der Anteil der Sedimentgesteine ist in erdgeschichtlich jüngeren Grünsteingürteln größer als in älteren, der Anteil ultramafischer Gesteine – sei es als ultramafische bis mafische Layered Intrusions oder als Komatiite – hat dagegen abgenommen. Neben metamorphen Basalten (Metabasalt) sind zahlreiche andere Arten metamorpher Gesteine in Grünsteingürteln entstanden und von dort beschrieben worden. So stammen die Begriffe Grünschiefer, Weißschiefer und Blauschiefer aus dem Studium der Grünsteingürtel.
In Bezug auf das umgebende Grundgebirge lässt sich ein Wechsel der Struktur und Beziehung feststellen. In den archaischen Grünsteingürteln ist, wenn überhaupt, nur ein loser Zusammenhang der Basalt-Peridotit-Gesteine mit den Graniten erkennbar, an denen sie enden. Im Proterozoikum liegen die Gürtel einem granitischen, einem aus Gneis bestehenden Grundgebirge oder anderen Grünsteingürteln auf. Im Phanerozoikum sind dagegen klare Beispiele für Inselbogen-Vulkanismus und -Sedimentation sowie typische Ophiolith-Abfolgen bekannt. Aufgrund dieser Beziehungen zwischen archaischen, proterozoischen und phanerozoischen Grünsteingürteln wird auch für die erdgeschichtlich alten Gürtel eine Entstehung in ehemaligen mittelozeanischen Rücken und Inselbogen-Terranes nicht ausgeschlossen.
Diese Entwicklung wird als der Ausdruck einer zunehmend vollständigeren Ausformung der plattentektonischen Vorgänge im Verlauf der Erdgeschichte angesehen. Die Plattentektonik im Archaikum fand wahrscheinlich nicht auf voll entwickelter Erdkruste statt, so dass außer den allochthonen, tektonisch in Gneise und Granite eingeschalteten Grünsteingürteln kaum Anzeichen heutiger magmatischer und sedimentärer Vorgänge zu finden sind. Im Proterozoikum waren größere Kratone ausgebildet, an deren Rändern Magmatismus stattfand und in der Form von kaum durch plattentektonische Vorgänge zu vernichtende kontinentale Kruste lange Zeit bestehende Sedimentquellen existierten, so dass mehr Sedimente abgelagert werden konnten und erhalten blieben. Diese Entwicklung setzte sich im Phanerozoikum mit der Ausbildung großer kontinentaler Bereiche und der Abnahme des Wärmeflusses aus dem Erdmantel fort, und immer mehr Sedimente konnten erhalten bleiben.

## Vorkommen
Grünsteingürtel finden sich durch die ganze geologische Geschichte hindurch, von den phanerozoischen Franciscan-Gürteln von Kalifornien, in denen Blau-, Weiß- und Grünschiefer angetroffen werden, über paläozoische Grünsteingürtel wie den Lachlan-Faltengürtel in Ostaustralien bis einer großen Anzahl von Beispielen aus dem Proterozoikum und Archaikum.
Archaische Grünsteingürtel finden sich im Slave-Kraton in Nordkanada, im Pilbara-Kraton und im Yilgarn-Kraton in Westaustralien oder im Gawler-Kraton in Südaustralien. Weitere Beispiele sind aus Süd- und Ostafrika bekannt, so etwa mit dem Barberton-Grünsteingürtel aus dem Kaapvaal-Kraton. Andere Vorkommen liegen im Inneren von Madagaskar, in Westafrika und Brasilien, im nördlichen Skandinavien oder auf der Halbinsel Kola (Baltischer Schild). Der Abitibi-Grünsteingürtel in Québec/Ontario in Kanada ist einer der größten archaischen Grünsteingürtel der Erde.
Proterozoische Grünsteingürtel kommen als schmale Streifen zwischen dem Yilgarn- und dem Pilbara-Kraton in Westaustralien vor, ebenso angrenzend an den Gawler-Kraton und innerhalb des ausgedehnten westaustralischen Gürtels proterozoischer Gesteine. Andere finden sich in Westafrika und in den metamorphen Komplexen, die den archaischen Kern von Madagaskar umgeben. Weitere Beispiele finden sich in den USA (Blue Ridge Mountains) und Kanada sowie im nördlichen Skandinavien.
Phanerozoische Grünsteingürtel kommen etwa im Franciscan-Komplex in den südwestlichen Vereinigten Staaten vor, im Lachlan-Faltengürtel und im Gympie-Terran in Ostaustralien, in den Ophiolithgürteln des Oman und rund den Guyana-Kraton.
Grünsteingürtel enthalten oft Erzlagerstätten mit Gold, Silber, Kupfer, Zink und Blei.

## Liste von Grünsteingürteln
- Abitibi-Grünsteingürtel (Québec/Ontario, Kanada)
- Barberton-Grünsteingürtel (Südafrika)
- Bird-River-Grünsteingürtel (Manitoba, Kanada)
- Flin-Flon-Grünsteingürtel (Manitoba/Saskatchewan, Kanada)
- Isua-Grünsteingürtel (Südwest-Grönland)
- Nuvvuagittuq-Grünsteingürtel (Québec/Ontario, Kanada)
- Pietersberg-Grünsteingürtel (Südafrika)
- Tai-Shan-Grünsteingürtel (China)
- Temagami-Grünsteingürtel (Ontario, Kanada)
- Belingwe-Grünsteingürtel (Simbabwe)